# تسامت

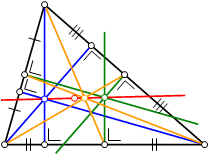
أبرز مراكز المثلث: ملتقى الارتفاعات، ملتقى المتوسطات ومركز المحيطة على الترتيب هي نقاطٌ مُتسامتةٌ يحتويها خط أويلر.

في الهندسةِ الرياضيةِ، التّسامُتُ أو التداخل الخطي (بالإنجليزية: Collinearity)‏ هي خاصيّة تتصف بها مجموعةُ نقاطٍ عندَ وُقوعها على مُستقيمٍ وحيد. تُسمَّى هذه النقاط: «نقاط متسامتة» أو «نقاط على استقامة واحدة» أو «نقاط مشتركة بمستقيم». بتعريف أكثر عمومية، يُستَعملُ مُصطلحُ التّسامتِ لوصفِ أجسامٍ متصافّة أو على خط. إذ تُوصفُ المُتجهاتُ أيضاً على أنها «مُتسامتة» أو «متداخلة خطياً» عندما تكون لها نفس الزاوية (بمعنى: نفس الاتجاه)، وتُسمّى حينئذٍ أيضاً: متجهات غير مُستقلة خطياً.

## النقاط المتسامتة
في الهندسة الإقليدية، أيُّ نقاطٍ تقعُ على مُستقيم واحد تُعدُّ متسامتةً بصورةٍ بديهيةٍ. إلا أنَّ أغلب فروعِ الهندسةِ، ومن ضمنها الإقليدية، تَعُدُّ الخطَّ المُستقيم مفهوماً بدائيَّاً، لذا فإنّ إعادة تعريفَ الخط المستقيم في هذه الفروع قد يُؤدي إلى اختلاف تعريف الاستقامة الواحدة. على سبيل المثال، في الهندسة الكروية، تُعرّف المستقيمات على أنها دوائر عظمى للكرة. وعلى هذا التعريفِ تُصبحُ النقاط متسامتةً إذا وقعت على الدائرة العظمى نفسها. لذا فإن هذه النقاط ليست متسامتةً من منظورٍ إقليديّ لكنّها تُعدّ «مُصطفّة» في صف بالنسبة لفرع الهندسة الكروية.

## أمثلة

### في المثلثات
في أي مثلث، مجموعةُ النقاط الآتية تقع على استقامةٍ واحدةٍ أو، في حالاتٍ خاصّة تنطبق على بعضها لتكون نقطةً واحدةً:
- ملتقى الارتفاعات H ومركز المحيطة O وملتقى المتوسطات G ومركز دائرة التسع نقاط، جميعها مُتسامتة، ويُسمى الخط الذي تقع عليه خط أويلر.

## في الجبر الخطي
في الجبر الخطي هو خاصية لمتجهات، غير منعدمة، يكون لها نفس الاتجاه.
باعتبار متجهتين {\displaystyle {\overrightarrow {u}}} و{\displaystyle {\overrightarrow {v}}}، غير منعدمتين، تكون {\displaystyle {\overrightarrow {u}}} و{\displaystyle {\overrightarrow {v}}} متداخلتين خطيا إذا وجد عدد حقيقي {\displaystyle k} يحقق: {\displaystyle {\overrightarrow {v}}=k{\overrightarrow {u}}}.
باعتبار فضاء متجهي {\displaystyle E} معرف على حقل تبادلي {\displaystyle \mathbb {K} }، الزوج {\displaystyle (x,y)\in E^{2}} يكون متداخلا خطيا إذا وفقط إذا وجد زوج غير منعدم {\displaystyle (a,b)\in \mathbb {K} ^{2}} يحقق: {\displaystyle ax+by=0}.

## تسامت هندسة وصفية
بشكل عام عندما يشيران نظامان هندسيان إلى بعضهما البعض بحيث كل عنصر، خط نقطة، من شكل A، يقابله عنصر واحد فقط من صورة الشكل A'. يقال أنهما نظامين إسقاطيين. مثلا الشكل الموضوعي لمثلث في الفراغ واسقاطه العمودي الأول هما شكلين إسقاطيين، ولتمييز هذا التقابل الإسقاطي حيث كل نقطة أو خط مستقيم يقابله بالتوالي نقطة أو خط مستقيم، يتم استخدام مصطلح تسامت (Collineation) أو تحول اسقاطي. أي ان الخطوط التي تمر بالنقاط المتقابلة تلتقي على خط يسمى محور التقابل والنقاط المتقابلة تكون مصطفة مع نقطة تسمى مركز التقابل.